# Lijst van Stolpersteine in De Ronde Venen

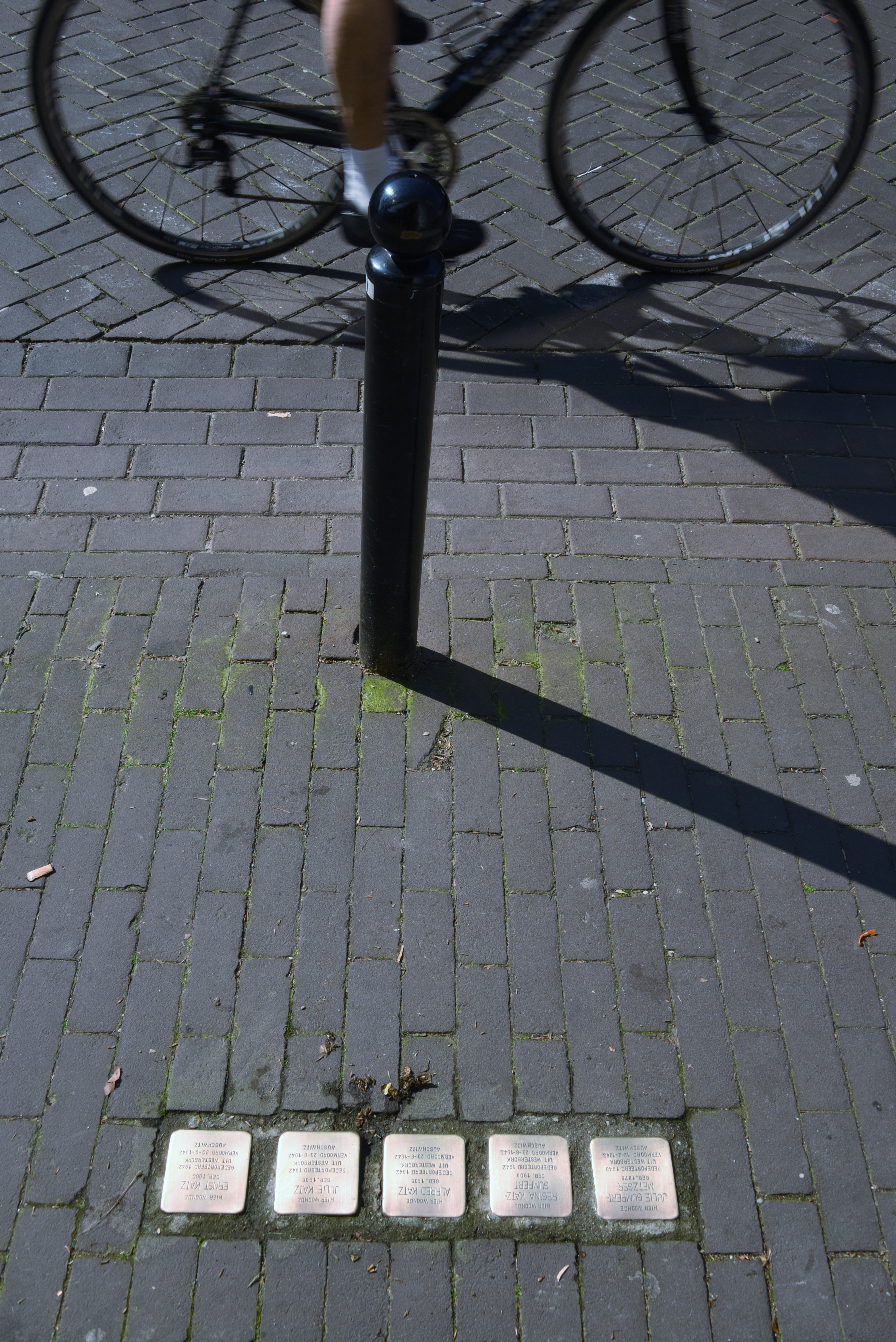
Stolpersteine voor familie Katz in Abcoude

De lijst van Stolpersteine in De Ronde Venen geeft een overzicht van de gedenkstenen die in de gemeente De Ronde Venen in de Nederlandse provincie Utrecht zijn geplaatst in het kader van het Stolpersteine-project van de Duitse beeldhouwer-kunstenaar Gunter Demnig.
Stolpersteine zijn opgedragen aan slachtoffers van het nationaalsocialisme, al diegenen die zijn vervolgd, gedeporteerd, vermoord, gedwongen te emigreren of tot zelfmoord gedreven door het nazi-regime. Demnig legt voor elk slachtoffer een aparte steen, meestal voor de laatste zelfgekozen woning.
Omdat het Stolpersteine-project doorloopt, kan deze lijst onvolledig zijn.

## Stolpersteine
In de gemeente De Ronde Venen liggen negen Stolpersteine in Abcoude.

### Abcoude
In Abcoude liggen negen Stolpersteine op drie adressen.
| Afbeelding | Inscriptie | Adres         | Herdachte persoon                       |
| ---------- | --- | ------------- | --------------------------------------- |
|            | HIER WOONDE EPHRAÏM GOLDSMIT GEB. 1879 GEDEPORTEERD 1943 UIT WESTERBORK VERMOORD 26-3-1943 SOBIBOR             | Voordijk 52   | Ephraïm Goldsmit (1879-1943)            |
|            | HIER WOONDE REBECCA GOLDSMIT- KLEERLOPER GEB. 1883 GEDEPORTEERD 1943 UIT WESTERBORK VERMOORD 26-3-1943 SOBIBOR | Voordijk 52   | Rebecca Goldsmit-Kleerkoper (1883-1943) |
|            | HIER WOONDE NAATJE GOLDSMIT GEB. 1886 GEDEPORTEERD 1942 UIT WESTERBORK VERMOORD 28-9-1942 AUSCHWITZ            | Hoogstraat 30 | Naatje Goldsmit (1886-1942)             |
|            | HIER WOONDE REBECCA GOLDSMIT GEB. 1883 GEDEPORTEERD 1942 UIT WESTERBORK VERMOORD 28-9-1942 AUSCHWITZ           | Hoogstraat 30 | Rebecca Goldsmit (1883-1942)            |
|            | HIER WOONDE JULIE GUMPERT- METZGER GEB. 1876 GEDEPORTEERD 1943 UIT WESTERBORK VERMOORD 12-2-1943 AUSCHWITZ     | Hoogstraat 9  | Julie Gumpert-Metzger (1876-1943)       |
|            | HIER WOONDE ALFRED KATZ GEB. 1935 GEDEPORTEERD 1942 UIT WESTERBORK VERMOORD 23-8-1942 AUSCHWITZ                | Hoogstraat 9  | Alfred Katz (1935-1942)                 |
|            | HIER WOONDE ERNST KATZ GEB. 1900 GEDEPORTEERD 1942 UIT WESTERBORK VERMOORD 30-9-1942 AUSCHWITZ                 | Hoogstraat 9  | Ernst Katz (1900-1942)                  |
|            | HIER WOONDE JULIE KATZ GEB. 1936 GEDEPORTEERD 1942 UIT WESTERBORK VERMOORD 23-8-1942 AUSCHWITZ                 | Hoogstraat 9  | Julie Katz (1936-1942)                  |
|            | HIER WOONDE REGINA KATZ- GUMPERT GEB. 1909 GEDEPORTEERD 1942 UIT WESTERBORK VERMOORD 23-8-1942 AUSCHWITZ       | Hoogstraat 9  | Regina Katz-Gumpert (1909-1942)         |

## Data van plaatsingen
- 23 augustus 2012: Abcoude, negen Stolpersteine op Hoogstraat 9 en 30, Voordijk 52